# Ultima VII Part Two: Serpent Isle
Ultima VII Part Two: Serpent Isle — компьютерная ролевая игра серии Ultima, разработанная и изданная компанией Origin Systems в 1993 году. Действие игры разворачивается через восемнадцать месяцев после окончания событий Ultima VII: The Black Gate.
Также к игре прилагалось выпущенное впоследствии дополнение The Silver Seed, которое добавляет к ней дополнительный сюжет с путешествием в прошлое, во времена, когда народ Офидиан была ещё жив. В результате прохождения этого дополнительного сюжета игрок получал ценные артефакты — кольцо, отменяющее потребность в магических реагентах и так далее.
Игра также знаменита возможностью пройти её в извращённой неправильной последовательности с использованием огромного количества мелких багов и недоделок, но без переключения движка в чит-моду.

## Краткое описание
Игра сделана на том же движке, что и Ultima VII: The Black Gate, и так же использует недокументированный режим Unreal mode.
Разница только в мелочах:
- при беседе с персонажем появляется не условная иконка, а фотография некоего реального человека.
- вступление в беседу означает, что вызываемый персонаж шагами подходит к Аватару и если это невозможно, беседа не состоится. В Black Gate беседы могли происходить при любом положении вызываемого персонажа, в том числе сквозь глухие стены.
- игра запоминает состояние «Аватар знаком с данным персонажем». Если Black Gate всегда при одинарном клике в персонажа показывал его соцстатус — noble/mage/sage/paladin/ranger/shopkeeper/peasant/entertainer/monk (однозначно также связанный со стилем одежды персонажа), то Serpent Isle делает такое только для незнакомых, для знакомых же показывается имя.
- немного отличается система магии. Существуют свитки с заклинаниями. Его можно использовать, при этом не требуется мана/уровень Аватара/реагенты/магическая книга. От однократного использования свиток исчезает. Также есть заклинание Transcribe, что означает переписывание свитка в магическую книгу, что заменяет покупку заклинания у мага. Также есть парочка новых реагентов — змеиные чешуи и «сердца червей», и новые заклинания.
- отслеживание воровства работает по системе «если кто-то видел», в Black Gate это было не важно, но Black Gate не отслеживал воровство, если украденный предмет попадал в сумку к компаньону Аватара, а не к самому Аватару.
- в Black Gate были корабли и ковёр-самолёт, которыми можно было управлять. В Serpent Isle этого больше нет (есть только ледяной плот народа Гвани, на котором можно обойти ледяные моря в северо-западном углу карты — то есть не более примерно 1/64 мира). Аватар попадает на корабль единственный раз, как пассажир, управлять кораблём не может.
- за счёт предыдущего пункта дизайнеры игры смогли реализовать подвалы, которых не было в Black Gate. Подвалы на самом деле расположены в океанах, а вход в подвал — на самом деле телепорт. Это заметно в чит-моде.
- в игре много меньше населённых пунктов — 3 города и ряд посёлков — но намного больше подземелий.

## Краткое описание сюжета
Никаких необязательных побочных сюжетов, как в Black Gate, нет. Всё тем или иным образом связано с главным сюжетом, который огромен (не менее 200 персонажей, с которыми так или иначе надо пообщаться).
Аватар и его товарищи попадают на Serpent Isle с задачей найти главу Fellowship Батлина, который туда бежал в конце Black Gate (среди его пожиток была обнаружена карта Serpent Isle). Также товарищ Аватара Йоло хочет найти свою жену Гвенно, которая ушла на Serpent Isle ранее и оставила ему дома об этом записку (в Black Gate). Немедленно после прибытия по товарищам бьёт молния, которая приводит к исчезновению всех, кроме Аватара, и к замене имущества Аватара в сумке на разнообразный хлам. Товарищи вскоре отыскиваются, и из обстановки становится ясно, что молния поменяла местами ценные артефакты в имуществе Аватара и товарищей с разными предметами со всего мира. Таким образом, отыскав место первоначального нахождения нового предмета (типа тухлого яйца), можно будет отыскать пропавший артефакт.
В мире есть три города — Монитор (город воинов и Храбрости), Фавн (город красоты, моряков и Любви) и Муншэйд (город магов, расположен на острове, куда надо плыть на корабле, город Правды). Сначала Аватар и Шамино попадают в Монитор, где оказывается, что Йоло появлялся там и был посажен в тюрьму как опасный колдун, там же появляется и Дюпре. Глава города говорит, что освободит Йоло в случае, если Аватар будет рыцарем.
Рыцари Монитора относятся к одному из трёх кланов — Медведя, Волка и Леопарда. Они воюют с гоблинами. Недавно гоблины подстерегли в засаде и убили рыцаршу-чемпионшу Астрид. В городе есть татуировщица Лидия, которая делает посвящённым рыцарям клановые наколки. Из разговоров ясно, что её сестра Селина ушла в Муншейд учиться магии. Когда Аватар проходит рыцарское испытание (пещера рядом с городом), смотритель этой пещеры набрасывается на него с оружием. Убив его, Аватар обнаруживает записку, говорящую о том, что его «заказали». Из разговоров с рыцарями становится ясно, что испытание было куда более тяжёлым, чем обычно — например, появились файрболлы, которых там не должно было быть. Лидия делает Аватару наколку клана Волка. Если Аватар — мужчина, то ему предлагает переспать трактирщица Люцилла. Если же — женщина, то глава клана Волка Бренданн. Глава города освобождает Йоло.
Аватар ощущает недомогание. Оказывается, наколка была отравлена. Лидия признаётся в этом, и её приходится убить. Для лечения наколки необходимо сбегать в город Фавн к лекарше Дельфинии за листьями.
На банкете в честь посвящения Аватара в рыцари воины скандалят друг с другом по вопросу о том, кто есть предатель, предавший Астрид. На Аватара набрасывается трактирщик Симон, превратившийся в гоблина. В его пожитках есть записка с координатами (надо использовать секстант) входа в мир гоблинов. Проход пещеры приводит в изолированную долину, с трёх сторон горы, с четвёртой — море. Там живут гоблины. Если убить их вождя Помдиргуна, на его теле оказывается ключ от зарешеченного «отнорка» пещеры, где лежит, помимо всего прочего, снятый с Астрид шлем Храбрости — главный артефакт Монитора, и записки, показывающие, что предатели не кто иные, как глава Монитора и клана Леопарда Марстен и казначей Спектор (прототип — продюсер игрушки Уоррен Спектор).
Глава клана Медведя или Волка (подойдёт любой) сажает предателей в тюрьму.
Немедленно после первоначального входа в Монитор Аватар обнаруживает там торговку лекарственными травами Харну и её дочку Кантру, которая хочет стать рыцарем и упражняется с деревянным мечом. Если же поговорить с Харной после прохождения всего Монитора (разоблачение предателей), то оказывается, что Кантра исчезла. Хрустальный шар в доме Харны показывает сцену в покоях некого огромного замка, где Батлин гоняется за Кантрой, она кричит «отстань от меня, я всего лишь маленькая девочка» и кидается в него файрболлами (несвойственно для маленькой девочки). Батлин же говорит — «ты не уйдёшь от меня, Лихо Хаоса!».
Харна дарит Аватару деревянный меч дочери, и просит найти Гончую Доскара, которая, понюхав этот меч, будет вести Аватара к Кантре хоть через край света.
Юг мира с Монитором и Фавном, куда попадает Аватар, отрезан от севера Горлабской трясиной. При входе в неё Аватар засыпает и оказывается в мире снов, где ему надо освободить девушку от злого мага Рабиндраната. Рабиндранат убивает Аватара как при попытке драки с ним, так и при разговоре (он злится и применяет боевую магию). Гибель в мире снов означает пробуждение и возврат назад ко входу в трясину, то есть пройти на север мира — невозможно до победы над Рабиндранатом.
Победа требует наличия у Аватара трёх артефактов Храбрости (шлем Астрид), Любви (роза леди Элинды) и Правды (зеркало мага Густасио). В этом случае спеллы мага отказывают и бьют по нему самому. Артефакты получаются полным прохождением частей сюжета в трёх городах.
Город Фавн построен из белого мрамора на сваях в море у берега, туда ведёт мост. Это город рыбаков, моряков и красоты. Правит городом по традиции самая красивая женщина — леди Элинда, но её власть номинальна, а реальная власть принадлежит трём капитанам.
Жители Острова Змея считают, что их предки бежали от чудовищного тирана лорда Бритиша, которого они зовут Beast British. Когда на пиру у леди Элинды Дюпре провозглашает тост за лорда Бритиша, его арестовывают и готовят к суду.
В Фавне есть Оракул, якобы говорящий правду. Девушка Алиссанд даёт Аватару ключ от каморки, где находится управление Оракулом. Аватар застаёт там капитана Волдина, который, как оказалось, перенастроил Оракула так, чтобы тот признал Дюпре виновным. Убив Волдина и перенастроив Оракул, Аватар добивается оправдательного приговора для Дюпре, и получает в подарок хрустальную розу любви от Элинды.
Город Муншейд — город магов — лежит на острове. Оказывается, туда плавают корабли, отправляясь от причала рядом с трактиром «Спящий Бык». В трактире Аватар встречает купца Флиндо, который рассказывает ему очень много о Муншейде, мага Энсорцио, изгнанного из Муншейда и ненавидящего мага-лорда Фильберцио, а также Селину, которая пользуется репутацией ведьмы. Выясняется, что корабль в Муншейд не поплывёт, ибо стражники посадили капитана Хоука в тюрьму, чтобы вымогать у него выкуп. При попытке выкупить капитана Аватар обнаруживает, что стражники берут только слитки золота, коих в мире не обнаруживается.
Тут Аватару предлагает помочь Селина, говоря, что знает место, где есть золотые слитки. Селина приводит Аватара в полуразрушенное здание, которое есть не что иное, как телепортированное из Британии здание казначейства. Там на Аватара набрасываются монстры, а Селина исчезает с помощью магического кольца. Победив монстров, Аватар получает возможность телепортироваться внутрь здания и набрать там золотых слитков.
По ходу (из книг и бесед) выясняется, что давным-давно в этом мире жила вымершая цивилизация Офидиан, которая имел сильнейшую магию, и телепортирующие молнии есть признак выхода этой магии из строя.
Также в трактире Спящий бык есть человек по имени Кейн, у которого есть попугай и который ищет пропавшего друга Эдрина.
После выкупа капитана он везёт Аватара, Флиндо и Кейна с попугаем на остров в Муншейд. Население Муншейда делится на магов и «светских» (mundane). Правитель города — маг-лорд Фильберцио, к нему приближены рыжая ведьма Ротолюнция и пожилой учёный маг Густасио. Некоторые маги имеют свою профессиональную специфику — например, Ротолюнция — огонь, супруга лорда Фригидацци — мороз, Мортегро — разговор с духами мёртвых. По городу ходят слухи о сумасшедшем маге Эрстаме, который некогда покинул город, чтобы в некоем уединённом месте заниматься экспериментами по сотворению живого. Также ходят сплетни о Васкулио, который занимался магией причинения смерти, и был казнён по приговору совета магов. Энсорцио из трактира — ученик Васкулио (ненавидит весь совет магов).
Маги имеют слуг-автоматонов — металлических андроидов. Один из таких андроидов передаёт Аватару свиток от Ротолюнции. При разворачивании свитка ведьма говорит, и требует от Аватара секрет власти над «демонами» (гаргульи из Black Gate, живут в подземелье рядом с городом). После этого Аватара телепортацией вызывают на банкет, где присутствуют ведущие маги. Банкет кончается ссорой и дракой магов между собой. Дюпре исчезает. Из разговоров ясно, что его похитила Ротолюнция. Её надо найти в секретном месте и убить.
Трактирщица говорит Аватару, что аптекарь Потос очень похож на Эрстама. Потос признаёт, что он есть тайный сын великого мага, и рассказывает, как добраться до последнего. Для этого надо прийти на север острова, и переплыть на крошечный соседний островок на спине черепахи. Эрстам требует от Аватара посетить остров монахов и найти там артефакт. Также Эрстам выдаёт Аватару змеиную челюсть — ключ к системе телепортов Тёмного Пути. «Змеиные врата» попадаются во многих подземельях, при наличии у Аватара челюсти можно в них войти. Оказываешься в центре лабиринта, который ведёт сразу ко всем змеиным вратам, но двери открываются только к тем из них, для которых в челюсть вставлены зубы (змеиные зубы рассеяны по всему миру, их надо собирать и вставлять в челюсть).
Эрстам первоначально даёт змеиный зуб только на остров монахов. Там Аватар снова встречается с Токсой и Карнаксом, монахами, которые встретили его сразу после начала игры. Монахи рассказывают, что они последователи древней настоятельницы Ксенки, которая ушла, но когда-то вернётся. Монахи могут воскрешать Аватара и его друзей в случае гибели. Монахи просят от Аватара найти в болоте мандрагоровы корни (сложно), и в награду дают ему артефакт для Эрстама.
Эрстам даёт Аватару змеиный зуб для возвращения в Муншейд и искусственного сшитого из частей человека Бойдона в помощники. Бойдон в случае гибели распадается на шевелящиеся части и не может быть воскрешён.
Использование Гончей Доскара для розыска Кантры приводит к древнему замку Шамино, стоящему там ещё с третьей Ультимы (где Шамино был одним из лордов этого мира). В замке Аватар встречает Батлина с телохранителями, который говорит «ты опоздал, последнее Лихо моё!» — и убегает телепортацией. Девочка убита, а её воскрешение монахами оставляет её навсегда сумасшедшей — бормочет что-то вроде «уйди от плоти моей! от крови моей!»